# Brighton & Hove Albion Football Club 2021-2022
Questa voce raccoglie le informazioni riguardanti il Brighton & Hove Albion Football Club nelle competizioni ufficiali della stagione 2021-2022.

## Maglie e sponsor
| Casa | Trasferta | Terza maglia |

Sponsor ufficiale: American Express
Fornitore tecnico: Nike

## Organico

### Rosa
| N. |                        | Ruolo | Calciatore            |
| -- | ---------------------- | ----- | --------------------- |
| 1  | Spagna (bandiera)      | P     | Robert Sánchez        |
| 2  | Inghilterra (bandiera) | D     | Tariq Lamptey         |
| 3  | Spagna (bandiera)      | D     | Marc Cucurella        |
| 4  | Inghilterra (bandiera) | D     | Adam Webster          |
| 5  | Inghilterra (bandiera) | D     | Lewis Dunk (capitano) |
| 7  | Irlanda (bandiera)     | A     | Aaron Connolly        |
| 8  | Mali (bandiera)        | C     | Yves Bissouma         |
| 9  | Francia (bandiera)     | A     | Neal Maupay           |
| 10 | Argentina (bandiera)   | C     | Alexis Mac Allister   |
| 11 | Belgio (bandiera)      | C     | Leandro Trossard      |
| 12 | Zambia (bandiera)      | C     | Enock Mwepu           |
| 13 | Germania (bandiera)    | C     | Pascal Groß           |
| 14 | Inghilterra (bandiera) | C     | Adam Lallana          |
| 15 | Polonia (bandiera)     | C     | Jakub Moder           |
| 16 | Paesi Bassi (bandiera) | P     | Kjell Scherpen        |
| 17 | Colombia (bandiera)    | C     | Steven Alzate         |
| 18 | Inghilterra (bandiera) | A     | Danny Welbeck         |

| N. |                        | Ruolo | Calciatore       |
| -- | ---------------------- | ----- | ---------------- |
| 20 | Inghilterra (bandiera) | C     | Solly March      |
| 23 | Inghilterra (bandiera) | P     | Jason Steele     |
| 24 | Irlanda (bandiera)     | D     | Shane Duffy      |
| 25 | Ecuador (bandiera)     | C     | Moisés Caicedo   |
| 27 | Paesi Bassi (bandiera) | A     | Jürgen Locadia   |
| 28 | Inghilterra (bandiera) | D     | Haydon Roberts   |
| 30 | Inghilterra (bandiera) | C     | Taylor Richards  |
| 33 | Inghilterra (bandiera) | D     | Dan Burn         |
| 34 | Paesi Bassi (bandiera) | D     | Joël Veltman     |
| 35 | Romania (bandiera)     | D     | Tudor Băluță     |
| 42 | Scozia (bandiera)      | C     | Marc Leonard     |
| 53 | Belgio (bandiera)      | D     | Antef Tsoungui   |
| 57 | Inghilterra (bandiera) | D     | Odel Offiah      |
| 58 | Irlanda (bandiera)     | A     | Evan Ferguson    |
| 59 | Irlanda (bandiera)     | C     | Andy Moran       |
| 60 | Ecuador (bandiera)     | A     | Jeremy Sarmiento |

## Risultati

### Premier League

#### Girone di andata
| Arbitro: | Coote |

|              |           |                             |
| Tarkowski 2’ | Marcatori | 73’ Maupay 78’ Mac Allister |

| Arbitro: | Taylor (Cheshire) |

|                      |           |  |
| Duffy 10’ Maupay 41’ | Marcatori |  |

| Arbitro: | Jonathan Moss (West Riding) |

|  |           |                                   |
|  | Marcatori | 41’ Gray 58’ (rig.) Calvert-Lewin |

| Arbitro: | Graham Scott (Berks & Bucks) |

|  |           |              |
|  | Marcatori | 90’ Trossard |

| Arbitro: | Attwell (Warwickshire) |

|                               |           |          |
| Maupay 35’ (rig.) Welbeck 50’ | Marcatori | 8’ Vardy |

| Arbitro: | Marriner |

|            |           |            |
| Zaha 45+2’ | Marcatori | 95’ Maupay |

| Brighton 2 ottobre 2021, ore 17:30 WEST 7ª giornata | Brighton | 0 – 0 referto | Arsenal | Falmer Stadium (31 266 spett.)\| Arbitro: \| Moss \| |
| Arbitro:                                            | Moss     |               |         |                                                      |

| Norwich 16 ottobre 2021, ore 15:00 WEST 8ª giornata | Norwich City | 0 – 0 referto | Brighton | Carrow Road (26 777 spett.)\| Arbitro: \| Bankes \| |
| Arbitro:                                            | Bankes       |               |          |                                                     |

| Arbitro: | Friend |

|                         |           |                                          |
| Mac Allister 81’ (rig.) | Marcatori | 13’ Gündoğan 28’, 31’ Foden 90+5’ Mahrez |

| Arbitro: | Dean |

|                       |           |                        |
| Henderson 4’ Mané 24’ | Marcatori | 41’ Mwepu 65’ Trossard |

| Arbitro: | Coote |

|                     |           |            |
| Trossard 24’ (rig.) | Marcatori | 66’ Hayden |

| Arbitro: | Taylor |

|                       |           |  |
| Watkins 84’ Mings 89’ | Marcatori |  |

| Brighton 27 novembre 2021, ore 15:00 WET 13ª giornata | Brighton                 | 0 – 0 referto | Leeds Utd | Falmer Stadium (31 166 spett.)\| Arbitro: \| Pawson (South Yorkshire) \| |
| Arbitro:                                              | Pawson (South Yorkshire) |               |           |                                                                          |

| Arbitro: | Kavanagh |

|           |           |            |
| Souček 5’ | Marcatori | 89’ Maupay |

| Arbitro: | Taylor |

|           |           |              |
| Broja 29’ | Marcatori | 90+8’ Maupay |

| Arbitro: | Jones |

|  |           |                     |
|  | Marcatori | 37’ Romero 57’ Kane |

| Arbitro: | Tony Harrington |

|  |           |             |
|  | Marcatori | 45+1’ Saïss |

| Arbitro: | Bankes |

|                             |           |  |
| Ronaldo 51’ Fernandes 90+7’ | Marcatori |  |

| Arbitro: | Darren England (Doncaster) |

|                         |           |  |
| Trossard 34’ Maupay 42’ | Marcatori |  |

#### Girone di ritorno
| Arbitro: | Dean |

|            |           |               |
| Lukaku 28’ | Marcatori | 90+1’ Welbeck |

| Arbitro: | John Brooks (Leicestershire) |

|                 |           |                               |
| Gordon 53’, 76’ | Marcatori | 3’, 71’ Mac Allister 21’ Burn |

| Arbitro: | Jones |

|                     |           |               |
| Andersen 87’ (aut.) | Marcatori | 69’ Gallagher |

| Arbitro: | Atkinson (West Yorkshire) |

|          |           |             |
| Daka 46’ | Marcatori | 82’ Welbeck |

| Arbitro: | Friend |

|             |           |            |
| Webster 60’ | Marcatori | 28’ Ziyech |

| Arbitro: | Moss (West Yorkshire) |

|  |           |                        |
|  | Marcatori | 44’ Maupay 83’ Webster |

| Arbitro: | Friend |

|  |           |                                       |
|  | Marcatori | 21’ Weghorst 40’ Brownhill 69’ Lennon |

| Arbitro: | Brooks |

|  |           |                      |
|  | Marcatori | 17’ Cash 68’ Watkins |

| Arbitro: | Atkinson |

|                      |           |          |
| Fraser 12’ Schär 14’ | Marcatori | 55’ Dunk |

| Arbitro: | Dean |

|  |           |                           |
|  | Marcatori | 19’ Díaz 61’ (rig.) Salah |

| Arbitro: | Dean |

|                                |           |  |
| Mahrez 53’ Foden 65’ Silva 82’ | Marcatori |  |

| Brighton 2 aprile 2022, ore 15:00 WEST 31ª giornata | Brighton | 0 – 0 referto | Norwich City | Falmer Stadium (31 245 spett.)\| Arbitro: \| Hooper \| |
| Arbitro:                                            | Hooper   |               |              |                                                        |

| Arbitro: | Coote |

|              |           |                        |
| Ødegaard 89’ | Marcatori | 28’ Trossard 66’ Mwepu |

| Arbitro: | Pawson |

|  |           |              |
|  | Marcatori | 90’ Trossard |

| Arbitro: | Jones |

|                              |           |                        |
| Welbeck 2’ Salisu 44’ (aut.) | Marcatori | 45+4’, 54’ Ward-Prowse |

| Arbitro: | Hooper |

|  |           |                                                   |
|  | Marcatori | 42’ (rig.) Mac Allister 70’ Trossard 86’ Bissouma |

| Arbitro: | Madley |

|                                                 |           |  |
| Caicedo 15’ Cucurella 49’ Groß 57’ Trossard 60’ | Marcatori |  |

| Arbitro: | Dean (Wirral) |

|             |           |             |
| Struijk 90’ | Marcatori | 21’ Welbeck |

| Arbitro: | Friend |

|                                    |           |             |
| Veltman 50’ Groß 80’ Welbeck 90+2’ | Marcatori | 40’ Antonio |

### FA Cup
| Arbitro: | Jones |

|              |           |                      |
| Robinson 47’ | Marcatori | 81’ Moder 98’ Maupay |

| Arbitro: | Attwell |

|                                |           |              |
| Kane 13’, 66’ March 24’ (aut.) | Marcatori | 63’ Bissouma |